# NGC 6210
NGC 6210 هي مجرة تتبع كوكبة الجاثي. اكتشفها فريدريك جورج ويهيلم فون ستروف في 1825.

## روابط خارجية
- NGC 6210 على موقع ويكي سكاي: DSS2, SDSS, GALEX, IRAS, Hydrogen α, X-Ray, Astrophoto, Sky Map, Articles and images